# Tokio 2020 (historieta)
Tokio 2020 es una historieta de Mortadelo y Filemón, dibujada y guionizada por el historietista español Francisco Ibáñez de 44 páginas. La historieta se publicó en junio de 2020

## Trayectoria editorial
La historieta fue publicada por Magos del Humor el 11 de junio del 2020. siendo la número 204 de esa colección, mientras que es la número 216 de la Colección Olé.

## Sinopsis
El Super sospecha que algún país intenta llevarse las medallas saboteando a los demás participantes, para ello un integrante de dicho país usa un sistema llamado tontimicina, un extracto que hace quien lo aspire lo deja tonto y no pueda cumplir con sus acciones, El Super enviará a Mortadelo y Filemón a Tokio para capturar al causante que se dedica a inutilizar a los atleas de varios países.